# Ґовінд Савант
Ґовінд Савант (1935 — 2001) — індійський хокеїст на траві.
Срібний призер Олімпійських Ігор 1960 року.